# Waltershofen (Kißlegg)

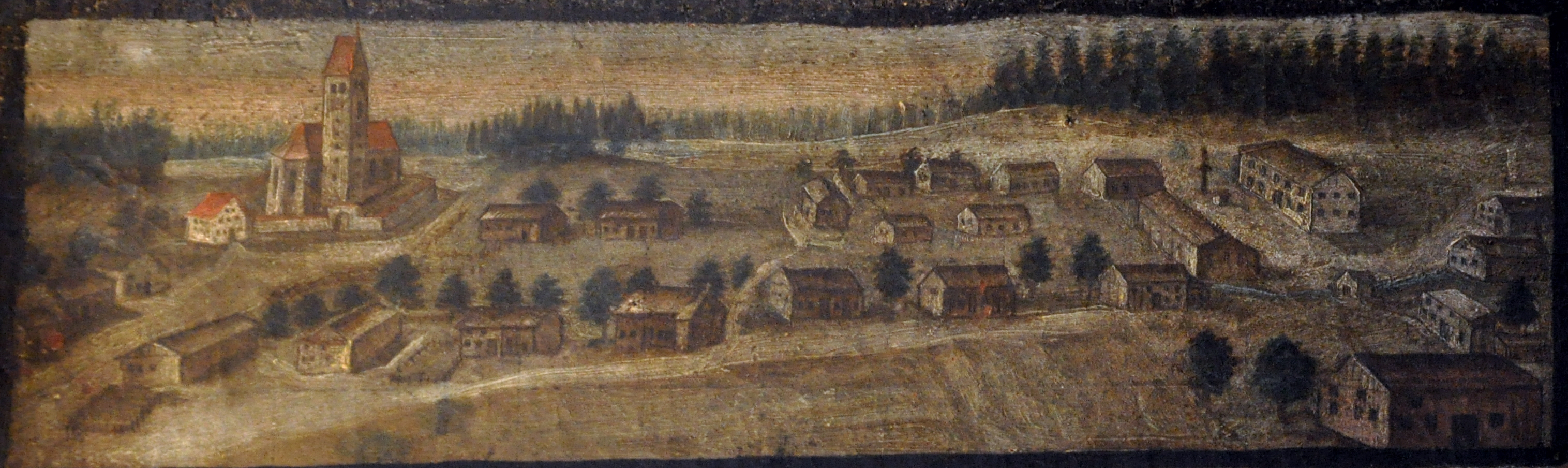
Waltershofen um 1720

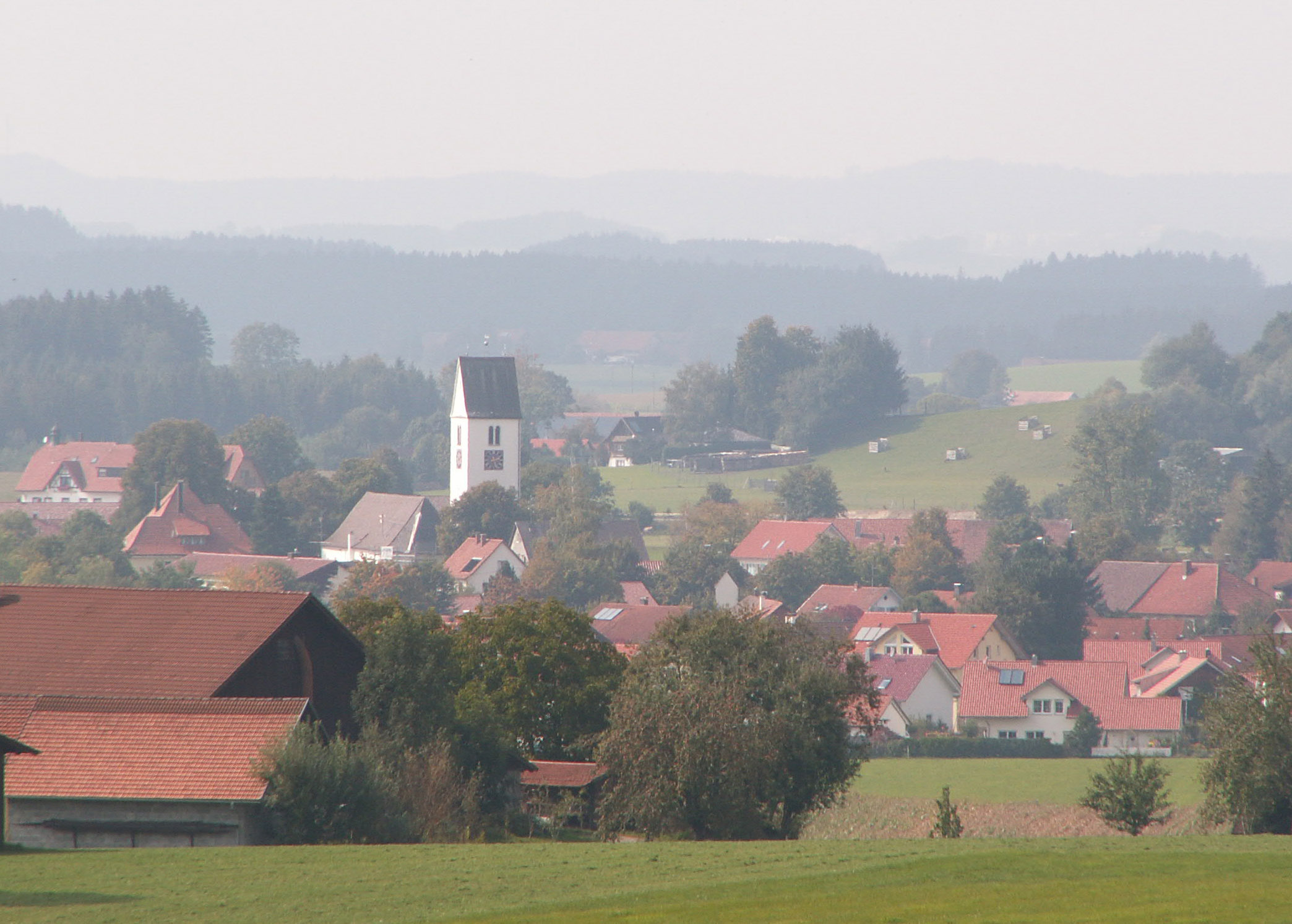
Waltershofen von Osten (2007)

Waltershofen in Oberschwaben ist eine kleine Ortschaft, die der Gemeinde Kißlegg im Landkreis Ravensburg in Baden-Württemberg angehörig ist.

## Geschichte
Ursprünglicher Name: Waltershouven. Urkundlich wird Waltershofen als Ort erstmals 1275 im Besitz des Klosters St. Gallen genannt. Vermutlich geht die Gründung auf den ältesten Sohn der Herren von Kißlegg im 12. Jahrhundert zurück.
1431 kam der Ort von den Herren von Heimenhofen zu Hohentann an das Haus Schellenberg. 1632 wurde Waltershofen im Dreißigjährigen Krieg mit Dürren von den Schweden auf ihrem Rückzug von Wangen nach Leutkirch eingeäschert.
1708 wurde die Kleinherrschaft Waltershofen an die Herrschaft Waldburg-Wolfegg übergeben. 1806 wurde es an Bayern, dann 1810 an Württemberg angeschlossen.
Am 1. Januar 1972 wurde Waltershofen in die Gemeinde Kißlegg eingegliedert.

## Partnerortschaft
Partnerortschaft ist der Stadtteil Waltershofen von Freiburg im Breisgau.

## Vereine
Sportvereine: 
- SV Edelweiß Waltershofen e. V.[2]
- Reit- und Fahrverein Waltershofen e. V.[3]